# Daylight in Your Eyes
Daylight in Your Eyes ist ein Popsong der Girlgroup No Angels. Im Februar 2001 wurde der Titel von der Gruppe nach ihrer Formierung im Rahmen der Castingshow Popstars als Debütsingle veröffentlicht.

## Hintergrund
Daylight in Your Eyes wurde von den beiden US-Amerikanern Tony Bruno und Tommy Byrnes sowie von Paul Mihalitsianos geschrieben und war ursprünglich für das Debütalbum der Rockband New Life Crisis vorgesehen. Ihre im Jahr 2000 aufgenommene Version des Liedes wurde Anfang 2001 von Tommy Boy Records auf diversen Promo-Tonträgern und Kompilationen in Nordamerika veröffentlicht, erhielt jedoch nie eine offizielle Singleveröffentlichung, nachdem Bruno und Byrnes die Verwertungsrechte im europäischen Raum nach Fertigstellung des Liedes an die Gesellschaft für musikalische Aufführungs- und mechanische Vervielfältigungsrechte (GEMA) verkauft hatten und damit lizenzrechtliche Gründe die internationale Veröffentlichung von Daylight blockierten. Tommy Boy Records und New Life Crisis trennten sich wenig später und das bereits produzierte Album blieb unveröffentlicht.
Bei der GEMA war das Lied unterdessen ebenfalls im Jahr 2000 von der Plattenfirma Sony Music für die New Yorker Sängerin Victoria Faiella erworben worden. Faiella, eine ehemalige Backgroundsängerin kolumbianischer Herkunft, hatte Tony Bruno 1999 auf Enrique Iglesias’ Welttournee Cosas del Amor kennengelernt, bei der dieser als Chef der Begleitband beschäftigt gewesen war. Bruno war es schließlich, der Faiella nach einem Konzert mit dem deutschen Musiker Peter Plate (Rosenstolz) bekannt machte und damit den Grundstein für gemeinsame musikalische Projekte legte. Unter Plates Leitung unterschrieb Faiella wenig später einen Künstlervertrag bei Polydor und begann mit den Studioaufnahmen zu ihrem Debütalbum Drama. Gemeinsam mit Ulf Leo Sommer schuf Plate so dabei unter anderem eine neue, poppigere Version von Brunos Daylight, die von Faiella eingesungen und im Juli 2000 als deren Debütsingle veröffentlicht wurde. Sowohl die Single als auch das dazugehörige Musikvideo erlangten jedoch nur wenig Airplay bei den Radiostationen und Musiksendern und die Plattenfirma zog daraufhin die geplante Veröffentlichung von Drama zurück.
Als Plate darauf aufmerksam gemacht wurde, dass die Produktionsfirma Tresor TV für die Gewinnerband ihrer RTL-II-Castingshow Popstars einen Songtitel suchte, bot der Musiker den Song an. Polydor übernahm schließlich die Rechte an dem Lied, das von der neu gegründeten Girlgroup No Angels später für ihr Debütalbum Elle’ments (2001) eingesungen wurde. Die Produktion der Neuvertonung, die letztlich in Daylight in Your Eyes umbenannt wurde, übernahm Thorsten Brötzmann, der sich im Wesentlichen an dem von Plate und Sommer produzierten Arrangement orientierte.
Als erste Single der No Angels war von ihrer Plattenfirma Cheyenne Records der Song Go Ahead and Take It geplant. Die Bandmitglieder setzten sich jedoch für Daylight in Your Eyes als erste Single ein, die im Februar 2001 veröffentlicht wurde.

## Musikvideo
Das ursprüngliche Musikvideo zu Daylight in Your Eyes entstand noch vor der offiziellen Bekanntgabe der späteren Band unter Ausschluss der Presse. Die Dreharbeiten zum Video, dessen Making of im Rahmen späterer Popstars-Folgen dokumentiert wurde, fanden am 22. Dezember 2000 in den X-Sight-Studios im hessischen Groß-Gerau statt. Mit der Herstellung beauftragte Tresor TV die Camelot Filmproduktion, deren Mitinhaber und Gründer Robert Bröllochs ebenfalls die Regie des Videos übernahm. Als Choreograph begleitete Popstars-Coach Detlef D! Soost die Sängerinnen während der Dreharbeiten, die insgesamt rund siebzehn Stunden andauerten.
Inhaltlich handelt es sich bei Daylight in Your Eyes um ein reines Performance-Video ohne integrierten Handlungsstrang. Alle Einstellungen wurden ohne aufwendige Kulisse in der Blue-Box gefilmt, wobei die Schlüsselfarbe in der Postproduktion durch individuelle Animationen ersetzt wurde. Einzig Möllings Einzelaufnahmen entstanden vor dem Greenscreen, da man in ihren blauen Augen und dem blonden Haar bei Anwendung der Bluescreen-Technik andernfalls die auf den Hintergrund projizierten Bilder gesehen hätte. Der fertige Clip setzt sich aus rhythmisch angepassten Schnittfolgen einer Vielzahl unterschiedlicher Close-Ups der einzelnen Gruppenmitglieder sowie Full-Shot-Einstellungen und synchrone Tanzeinlagen in Gruppenformation zusammen. Bild-im-Bild-Techniken sowie rotierende Split-Screen-Verfahren finden Daylight in Your Eyes ebenfalls Anwendung.
Optisch orientiert sich das Video maßgeblich an der frühen Image-Strategie der Band, deren Management in Anlehnung an den Titel des zugehörigen Debütalbums Elle’ments jedem der fünf Frauen eines der vier Grundelemente zuordnete. So wurden Setting und Styling der Album-Kampagne als auch das Video zu „Daylight in Your Eyes“ durch archetypische Vorstellungen der jeweiligen Essenzen geprägt: Benaissa symbolisierte Luft bei Animationen von Wind und Nebel, Petruo trug als Erde braune Farben und Animalprints, Mölling erhielt als Wasser blaue Strähnen und Diakovska verkörperte Feuer, visuell verdeutlicht durch ihre feuerroten Haare und flammende Bildhintergründe. Um auch Wahls als fünftes Mitglied ein Element zuordnen zu können, erfand man kurzerhand ein fünftes Element: Spirit, das sich optisch in esoterischen und traditionellen Details wiederfand.
Das Video war in voller Länge erstmals in einer Episode von Popstars im Januar 2001 zu sehen. Bei der Band stieß das fertige Produkt auf gemischte Kritiken. So äußerte Benaissa später scherzhaft, dass die „Glitzerpailletten und Faschings-Make-Up-Looks“ im Video das Quintett wie „fünf gecastete Nutten“ aussehen ließ.
Da man aufgrund knapper Outfits Zensuren im ursprünglichen Video befürchtete, wurde speziell für den amerikanischen Markt ein weiteres Musikvideo für Daylight in Your Eyes produziert. Die Dreharbeiten hierfür fanden im Sommer 2001 im kanadischen Toronto statt. Regie führte Stephen Scott.

## Celebration Version
Nachdem BMG Rights Management die Masteraufnahmen der No Angels bis 2003 von ihrer ehemaligen Plattenfirma Cheyenne Records erworben und bereits Ende November 2020 wiederveröffentlichte, wurde am 5. Februar 2021 – genau 20 Jahre nach der Veröffentlichung – ein sogenanntes Lyric-Video von Daylight in Your Eyes veröffentlicht. Eine Woche später folgte die Veröffentlichung des Songs in der Celebration Version. Diese von Benaissa, Diakovska, Mölling und Wahls neu eingesungene Version wurde von Christian Geller produziert, der bereits Anfang der 2000er Jahre mit den No Angels für ihr Album Now...Us! zusammengearbeitet hatte. Die neue Version wurde aufgrund der COVID-19-Pandemie von den No Angels getrennt voneinander in Bulgarien, Deutschland und Los Angeles aufgenommen. Petruo wirkte bei der Neuauflage nicht mit; sie begründete dies mit ihrer Entscheidung aus dem Jahr 2014, nicht mehr öffentlich auftreten zu wollen.
Am 27. Februar 2021 gaben die No Angels mit einem Auftritt zum Song in der ARD-Show Schlagerchampions – Das große Fest der Besten ihr gemeinsames TV-Comeback. Ein Musikvideo wurde Ende Februar 2021 gedreht und am 10. März 2021 offiziell auf dem YouTube-Kanal vorgestellt.

## Mitwirkende
- Gesang: Nadja Benaissa, Lucy Diakovska, Sandy Mölling, Vanessa Petruo, Jessica Wahls
- Originalaufnahme: T. Bruno, Peter Plate, Ulf Leo Sommer
- Aufnahme: Mike „Spike“ Streefkerk
- Gemischt von: Jeo
- Keyboards: T. Brötzmann, Stefan Hansen und Nico Fintzen
- Gitarre: Peter Weihe
- Mastering: J. Quincy Kramer

## Rezeption

### Preise
Die No Angels waren für den Amadeus Austrian Music Award nominiert und erhielten den Echo Pop in der Kategorie Beste nationale Single – Rock/Pop.

### Charts und Chartplatzierungen
Daylight in Your Eyes erreichte in Deutschland die Chartspitze der Singlecharts und platzierte sich sechs Wochen an ebendieser sowie zehn Wochen in den Top 10 und 16 Wochen in den Top 100. Darüber hinaus erreichte das Lied auch für fünf Wochen die Chartspitze der deutschen Airplaycharts. In Österreich erreichte die Single auch die Chartspitze und platzierte sich fünf Wochen an ebendieser sowie elf Wochen in den Top 10 und 19 Wochen in den Charts. In der Schweizer Hitparade erreichte Daylight in Your Eyes ebenfalls die Chartspitze und platzierte sich dort für sechs Wochen, acht Wochen in den Top 10 und 24 Wochen in den Charts. Außerdem erreichte der Song Platz eins ins Brasilien und in den Ländern Osteuropas zwischen Platz eins und Platz vier der Single- und Airplaycharts. Im Vereinigten Königreich platzierte sich die Single eine Woche in den Charts und erreichte dabei Rang 89, in Frankreich Platz 80, in Polen Platz 18 und in den USA Platz 36.
In Deutschland verkaufte sich die Single innerhalb 24 Stunden 500.000 Mal und ist damit eine der am schnellsten verkauften Singles in der deutschen Musikgeschichte. Insgesamt wurde das Lied in Deutschland mit weit über einer Million abgesetzter Exemplare zur verkaufsstärksten Single des Jahres 2001. In den Single-Jahrescharts in Österreich platzierte sich die Single auf Platz drei und auf Rang zwölf in der Schweiz.
In den offiziellen deutschen Singlecharts gelang im Rahmen der Veröffentlichung der Celebration Version nach 20 Jahren der Wiedereinstieg von Daylight in Your Eyes auf Platz 74, in den Downloadcharts erreichte die Single Platz sechs und in den offiziellen deutschen Radiocharts Platz 69. Nach dem Sieg von Bandmitglied Diakovska in der Show Ich bin ein Star – Holt mich hier raus! erreichte Daylight in your Eyes im Februar 2024 einen Wiedereinstieg in den Downloadcharts auf Platz 79.
| ChartsChartplatzierungen     | Höchstplatzierung | Wochen |
| ---------------------------- | ----------------- | ------ |
| Deutschland (GfK)            | 1 (16 Wo.)        | 16     |
| Österreich (Ö3)              | 1 (19 Wo.)        | 19     |
| Schweiz (IFPI)               | 1 (24 Wo.)        | 24     |
| Vereinigtes Königreich (OCC) | 89 (1 Wo.)        | 1      |

| ChartsJahrescharts (2001) | Platzierung |
| ------------------------- | ----------- |
| Deutschland (GfK)         | 1           |
| Österreich (Ö3)           | 3           |
| Schweiz (IFPI)            | 12          |

### Auszeichnungen für Musikverkäufe
Daylight in Your Eyes erhielt noch im Jahr seiner Veröffentlichung eine Platin-Schallplatte in Deutschland. In Österreich wurde die Single ebenfalls mit Platin ausgezeichnet und in der Schweiz mit Gold. Die Single verkaufte sich allein in Deutschland über 1.000.000 Mal.

| Land/Region        | Auszeichnungen für Musikverkäufe (Land/Region, Auszeichnung, Verkäufe) | Verkäufe |
| ------------------ | ---------------------------------------------------------------------- | -------- |
| Deutschland (BVMI) | Platin                                                                 | 500.000  |
| Österreich (IFPI)  | Platin                                                                 | 40.000   |
| Schweiz (IFPI)     | Gold                                                                   | 20.000   |
| Insgesamt          | 1× Gold · 2× Platin ·                                                  | 560.000  |

## Coverversionen (Auswahl)
- 2001 nahm die Band Audiosmog gemeinsam mit dem damaligen VIVA-Moderator Tobias Schlegl eine Coverversion von Daylight in Your Eyes auf, die Platz 36 der deutschen Singlecharts erreichte.
- 2018 veröffentlichte die Schlager-Girlgroup Lichtblick auf ihrem Debüt-Album eine deutsche Version von Daylight in Your Eyes.
- 2023 hat die Band Flash Forward eine Rock-Version von Daylight in Your Eyes mit Musikvideo veröffentlicht.
- 2023 erschien ebenfalls eine Dance-Version von Lunax, Ely Oaks und Rebecca Helena unter dem Titel Heaven in your Eyes.
- 2024 veröffentlichte Alligatoah eine Metal-Version des Songs unter dem Namen Daylight.
- 2024 erschien eine Dance-Version des Songs des DJs Big Tim.